# Jack Lester
Pour les articles homonymes, voir Lester.
Jack Lester est un ex-footballeur anglais, né le 8 octobre 1975 à Sheffield en Angleterre. Il a évolué au poste d'attaquant à Grimsby Town, Doncaster Rovers, Nottingham Forest, Sheffield United, Chesterfield FC et Gateshead FC. Il est désormais entraîneur.

## Biographie
Jack Lester met initialement un terme à sa carrière en avril 2013. Il dispute sa dernière rencontre sous les couleurs de Chesterfield le 27 avril lors du dernier match de la saison remporté 4-0 par les Spireites. Il inscrit deux buts durant cette rencontre dont une Panenka sur penalty,. 
Début février 2014, il reprend toutefois du service dans le club de Gateshead FC en Conference National.

## Palmarès
- Vainqueur de la League Two (4e division) en 2011 avec Chesterfield
- Vainqueur du Football League Trophy en 2012 avec Chesterfield